# Lord Lytton

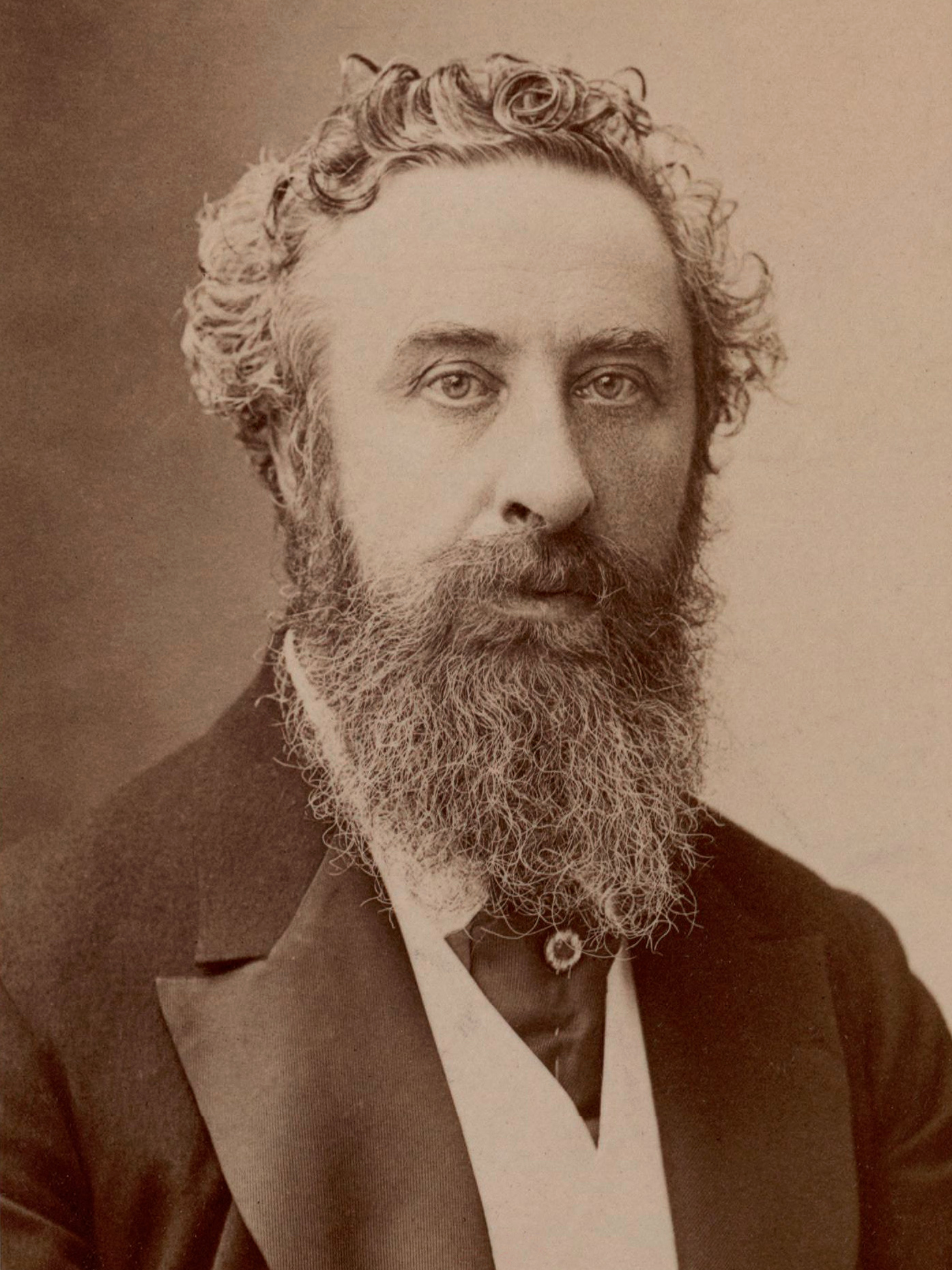
Lord Lytton door Nadar

Lord Lytton voluit Robert Bulwer-Lytton, 1st Earl of Lytton (8 november 1831 – 24 november 1891) was een onderkoning van Indië ten tijde van de Tweede Anglo-Afghaanse Oorlog, welke onderdeel was van The Great Game. Als onderkoning had hij het hoogste gezag in Brits Indië, maar hij wel precies moest doen wat de regering van koningin Victoria van het Verenigd Koninkrijk, die Keizerin van Indië was hem beval.
Hij was de zoon van het schrijverspaar Edward Bulwer-Lytton en Rosina Doyle Wheeler.
Zijn in Brits Indië geboren zoon Victor Bulwer-Lytton, 2nd Earl of Lytton werd Gouverneur van Bengalen en was ook kort onderkoning.